# Somatocoel
Das Somatocoel bezeichnet einen Abschnitt des Coeloms bei Stachelhäutern. Es handelt sich dabei um den Teil, der sich aus dem Metacoel, also dem unteren Abschnitt des Coeloms, entwickelt. Er wird larval paarig angelegt und legt sich als sekundäre Leibeshöhle um den Darm der Tiere, welchen er mit der Coelomwand in Form von Mesenterien in Position hält.